# Goraj (województwo wielkopolskie)
Goraj – wieś w Polsce położona w województwie wielkopolskim, w powiecie czarnkowsko-trzcianeckim, w gminie Lubasz.

## Historia
Wieś pierwotnie związana była z Wielkopolską. Ma metrykę średniowieczną i istnieje co najmniej od XV wieku. Wymieniona w 1486 pod nazwą Goray.
Miejscowość była wsią szlachecką w dobrach czarnkowskich należącą do lokalnej szlachty wielkopolskiej - rodu Czarnkowskich herbu Nałęcz z Czarnkowa. W 1508 leżała w parafii Lubasz w powiecie poznańskim Korony Królestwa Polskiego.
W 1526 Goraj sąsiadował z wsiami Bzowo i Lubasz. Leżał przy stawie zwanym Rozwarowska, przez który przepływa struga o tej samej nazwie. Połowa tego stawu należała do wsi Goraj.
W 1508 pobrano wiardunki wojenne z Goraja od 11 półłanków oraz karczmy. W 1510 we wsi odnotowano 13 półłanków oraz 2 półłanki opustoszałe, a także sołectwo. W 1557 właścicielem we wsi zostaje Wojciech Czarnkowski, który w działach z braćmi otrzymuje części Goraja. W 1563 miał miejsce pobór podatków z 5,5 łana oraz z karczmy dorocznej. W 1577 odnotowano pobór z dwóch majątków: kasztelana rogozińskiego Wojciecha Czarnkowskiego oraz Jana Przystanowskiego. W 1580 miał miejsce pobór podatków ze wsi. która od 6 półłanków i 1/4 łanów zapłaciła wdowa po Wojciechu Czarnkowskim Barbara. Jan Przystanowski natomiast zapłacił od półłanka, 3 zagrodników oraz komornik.
W 1580 wieś położona była w powiecie poznańskim województwa poznańskiego w Rzeczypospolitej Obojga Narodów. W latach 1975–1998 miejscowość administracyjnie należała do województwa pilskiego.
Po rozbiorach Polski miejscowość znalazła się w zaborze pruskim. 

## Obecnie
Znajduje się tam Zespół Szkół Leśnych, którego internat znajduje się w zamku Hochbergów z pocz. XX w.

## Zabytki
- zespół pałacowy i folwarczny z XIX wieku.